# 奈良林祥
奈良林 祥（ならばやし やすし、1919年（大正8年）4月22日－2002年（平成14年）9月12日）は、日本の医学者・医学博士。性の研究者。
謝国権、ドクトル・チエコと並ぶ日本の性医学評論のパイオニアとして知られる。

## 略歴
東京生まれ。
東京医科大学卒業後、東京都衛生局に技師として勤め、家族計画思想の普及と、正しい避妊法の指導に努める。 
1961年、東京・四ツ谷の主婦会館相談室長に就任。その後およそ40年の間、主婦会館クリニックで結婚と性のカウンセリングを続けた。
1971年よりベストセラーズ社より『How To Sex』シリーズを出版。当時としては珍しいカラー写真を使って性交テクニックを解説。計250万部以上売れる一大ベストセラーになった。
1973年に優生保護法が成立。これによって人工中絶手術が急増したことに心を痛め、それまで家族計画の相談を受けていた同相談室を、女性の性生活の相談を直接受ける日本で初めてのカウンセリングルームとして開設し直した。
1983年ベストセラーズ社より『Let's Sex』を出版。この巻末に奈良林の名言4つがまとめられている。特に2・4はこれまでの書籍で幾度も繰り返されてきた最も有名な主張の集大成とされる。
- 「1、一つ女は酔わねばならぬ　一つ男は耐えねばならぬ」
- 「2、男とは、汗水たらし精魂をこめ、へとへとになるほどに、女の満足のためにつくして、悔いなき生きものである」
- 「3、あわてたセックスは収穫少ない　挿入までの時間はじっくりと」
- 「4、セックスとは、いかに女性を酔わせ満足に導くかという　男の愛と努力の数十分である]

2002年、老衰のため死去。享年は83。

## 主な著書
- 『レズビアン・ラブ』（コダマプレス） 1967
- 『How To Sex - 性についての方法』（ベストセラーズ、ベストセラーシリーズ） 1971
- 『奈良林リポート - 現代社会診断』（六興出版） 1971
- 『おとなへの出発（たびだち） 十代 - 心とからだの変化』（学習研究社、ユアコースシリーズ7）1974[1]
- 『MY SEX』（KKベストセラーズ、ワニの本） 1979
- 『愛と性のセミナー 青春をゆたかに生きるために』（集英社、集英社文庫） 1980
- 『45歳からのSEX - 自信がつくミドルエイジの性生活の知恵』（21世紀ブックス） 1981
- 『もうちょっとで最高 For sex climax』」（ベストセラーズ、ワニの本） 1981
- 『誤解だらけの家族の性 - 性の生き方・教え方』 (学習研究社、学研の家庭教育シリーズ)  1981
- 『PLAY SEX FOR YOU』（ベストセラーズ、ワニの本） 1982
- 『Let's Sex』（ベストセラーズ、ワニ文庫） 1983
- 『新 How to sex』（ベストセラーズ、ワニの本） 1983
- 『おぬし、男になれるゾ』（講談社） 1984
- 『ベストsex 生命の根源としての性を謳う』（講談社） 1984
- 『現代性教育考』（国土社） 1984
- 『The Best Sex - 悦楽にいたる9章』（ベストセラーズ、ワニの本、ベストセラーシリーズ） 1986
- 『実戦 HOW TO SEX - よみがえる快楽のために』（ベストセラーズ、ワニの本、ベストセラーシリーズ） 1987
- 『50歳からの性生活の心得』（みずうみ書房） 1987
- 『新 HOW TO SEX - 性についての方法』（ベストセラーズ、ワニの本） 1989
- 『性を病むニッポン - 母親の執着が息子をマザフィグ族にする』（主婦の友社） 1990
- 『決定版 How to sex よろこびの瞬間 - その謎を解く』（ベストセラーズ） 1992
- 『お父さんご存じですか - SEX版コロンブスの卵』（東京スポーツ新聞） 1992
- 『権力者のセクソロジー - ビジネスリーダーのための性医学』 (悠飛社、ホット・ノンフィクション） 1992
- 『SEXの謎解き 20歳前後の本 - これだけは知っておこう!』」（ベストセラーズ、ワニ文庫） 1994
- 『SEX Oh! - 危ない性の話』（ベストセラーズ、ワニ文庫） 1995
- 『愛と性を説いて五十年 - 主婦会館クリニック所長の半生記』（中央公論社、中公文庫） 1996
- 『セックスレス・カップル - 時代が生み出した病』（あゆみ出版） 1997
- 『女、50歳からのHOW TO SEX - 夫婦生活が甦る新しい性のかたち』（リヨン社・二見書房） 2001
- 『HOW TO SEX - 性についての方法』新装版（ベストセラーズ、ベスト新書） 2004